# Sankt Peter-Ording
Sankt Peter-Ording er en landsby og kommune i det nordlige Tyskland under Kreis Nordfriesland i delstaten Slesvig-Holsten. Byen er beliggende på halvøen Ejdersted i Nordfrisland i det sydvestlige Sydslesvig.
Kommunen samarbejder på administrativt plan med andre kommuner i Ejdersted kommunefællesskab (Amt Eiderstedt). Den nuværende kommune er en sammenslutning af Ulstrup (St. Peter), Ording og Bøl-Sønderhoved. I den danske periode hørte området under Ording og Ulstrup Sogn (Udholm Herred).
Den 12 kilometer lange og brede sandstrand (Hitssand) med dens karakteristiske pælebygninger og de store klitter er et populært udflugtsmål for turister. Området er desuden kendt for dens jodrige luft og helsefaciliteter. Byens skov blev anlagt i 1800-tallet af kong Frederik 7. Efter den 2. Slesvigske Krig i 1864 blev Sankt Peter-Ording som det øvrige Slesvig tysk.

## Geografi
Kommunen består af to sogne med hver sin kirke, Ording og Ulstrup Sogn (begge Udholm Herred). De to landsbyer Ulstrup og Ording er efterhånden vokset sammen. Derudover kan nævnes Bøl-Sønderhoved (Böhl-Süderhoft) syd for Ulstrup, Hede (Heide) øst for Ulstrup og Olstorp (Olsdorf) og Brøsum (Brösum) med Brøsumsil øst for Ording. Ulstrup har efterhånden fået navn efter dens sognekirke Sankt Peter. Brøsum og Hede er beilligende på små gestbanker eller gestøer. Bygningerne i Ording var tidligere samlet i to hovedsamlinger, der kaldtes Ording mod Nord (også Nørrehoved) og Ording mod Syd (også Framsort).
Arealet består af både hede, skov, gest- og marskland. Landet beskyttes mod oversvømmelser dels ved naturlige klitter, dels ved diger. Især ved den vestlige kyst strækker sig en brede klitrække med højder op til 16 meter. Mellem denne og det bagved liggende dige findes et ikke ubetydeligt forland med saltenge. Foran klitterne og saltenge ligger en 12 km lang og op til 2 km brede sankbanke ved navn Hitsbank eller Hitssand (på tysk Hitzsand). Kommunenes nordvestlige pynt kaldes Framshørn eller Framshoved. Landsbyens skov blev anlagt i 1800-tallet af kong Frederik 7.

## Historie
Ulstrup blev første gang nævnt 1352, men eksisterede allerede i vikingetiden. Store dele af byen blev dog efterhånden ødelagt ved sandflugt og oversvømmelser. Den nyopbyggede landsby fik senere navn efter sognekirken Sankt Peter. Det gamle navn findes på tysk endnu i stednavnet Olsdorf (Olstorp). Ulstrup Kirkes gamle segl fra middelalderen bærer endnu indskriften Sigillum Parochie Ulstorp Utholm. Sønderhoved blev første gang nævnt i 1462, Sønderhoved Sogn blev dog allerede nedlagt i 1556 og selve landsbyen kom under Ulstrup Sogn. Sognets tidligere kirkegård blev fundet i 1825. Også Brøsum og Bøl skulle have haft kapeller, der også findes anført på Johannes Mejers historiske kort over Slesvig.
Modsat andre kystbyer fandtes der ikke mange fiskere i Ulstrup og Ording Sogne grundet vandreklitterne og den dels massive sandflugt. Kun få 	arbejdede som krabbe- og muslingfiskere. I stedet bjærgede mange indbyggere gods fra strandede skibe. Disse strandløbere på Hitsbanken blev også kaldt for Hitsløbere (Hitzlöper). Strandfogeden havde ansvar for at føre opsyn med strandløbere og at berette kongen om strandinger og bjærgninger. For at binde sandet i klitterne og dæmpe sandflugt, blev vandreklitterne i 1900-tallet under Frederik 7. beplantet med skov.
Byerne var også flere gange truet af stormfloder. I 1825 brød havet ind ved Sønderhoved og Ulstrup og store dele af landet blev sat under vand. Klitterne tog stor skade og jorderne overvældes med sand.
Efter den dansk-tyske krig 1864 kom Ulstrup og Ording under tysk styre. I 1877 blev Ulstrup anerkendt som søbad. I 1911 blev den første pælebygning oprettet på Hitsbank strand. Søbroen i Ording kom til i 1926. 1932 fulgte baneforbindelsen til Tønning og Husum (se også Sydslesvigske Jernbane). I 1967 blev Ulstrup og Ording sammenlagt til den nye kommune Sankt Peter-Ording. Den tidligere danske skole blev lukket i 1984.

## Billeder
- Luftbillede af Sankt Peter-Ording med den foran liggende sandbank Hitssand
- Klitterne ved Ulstrup
- Statue over muslingfiskere Jan og Gret
- Pælebygning på Hitsbank
- Den tidligere danske skole (Klitskolen)